# Edmond Debeaumarché
Edmond Debeaumarché, född 15 december 1906 i Dijon, Frankrike, död 28 mars 1959 i närheten av Suresnes, var enfransk motståndsman under andra världskriget.

## Utmärkelser
- Companion av Franska befrielseorden,  1945
- Storofficer av Hederslegionen,  1957
- Officer av Kronorden
- Kommendör av Hederslegionen
- Officer av Hederslegionen
- Frihetsmedaljen
- Croix de Guerre 1939–1945
- Médaille de la déportation et de l'internement pour faits de Résistance
- Riddare av Hederslegionen

[Redigera Wikidata]